# Толкачево (В'язовська волость)
Толкачево (рос. Толкачево) — присілок в Новосокольницькому районі Псковської області Російської Федерації.
Населення становить 50 осіб. Входить до складу муніципального утворення В'язовська волость.

## Історія
Від 2015 року входить до складу муніципального утворення В'язовська волость.

## Населення
| 2001 | 2002 | 2010 |
| ---- | ---- | ---- |
| 78   | ↘72  | ↘50  |